# Parque Delta (estadio)
El Parque Delta fue un estadio de béisbol en la Ciudad de México, México situado donde está hoy en día el centro comercial Parque Delta en la colonia Piedad Narvarte. Durante las primeras décadas del siglo pasado, fue la máxima casa del béisbol mexicano, pues albergaba muchos de los partidos de la Liga Mexicana de Béisbol, que en esos años se jugaba casi exclusivamente en la capital del país.
El Parque Delta fue inaugurado en 1928 y sustituyó al Parque Franco Inglés (sede del primer juego de Liga Mexicana y que estuvo funcionando hasta 1936) como el principal escenario del béisbol. Junto al Delta, también se jugaba en los parques Álvaro Obregón y Villa de Guadalupe. En sus inicios no era casa de ningún equipo en específico, los diversos equipos de la capital del país usaban el Delta y los otros parques como sedes para sus partidos.
Para 1940 es remodelado y se convirtió en casa de los más importantes equipos de la época, los Azules de Veracruz y los Diablos Rojos del México. A principios de los 50, se suscitó una tragedia al derrumbarse parte del graderío que estaba hecho de madera, causando la muerte de 2 jóvenes aficionados. Finalmente el Parque Delta sería vendido al IMSS y para 1955 en la misma ubicación se construyó la que sería la máxima catedral del béisbol, el Parque del Seguro Social.
En la actualidad, en el terreno que ocuparan el Parque Delta y el Parque del IMSS, se ubica un centro comercial llamado Parque Delta, en honor a este estadio.

## Acontecimientos relevantes
El primer encuentro de la Liga Mexicana realizado en el parque Franco Inglés (posteriormente Delta) fue el domingo 28 de junio de 1925, a las 11:15 h, en el cual el México derrotó en 14 entradas al Agraria 7 carreras a 5. El picher ganador por el México fue Benito Marrero y el derrotado por Agraria Jesús Gallardo.
- En 1937 el pitcher Alberto Romo Chávez del equipo "Agrario" gana 2-1 a los "Atléticos de Philadelphia" (hoy Atléticos de Oakland), en su primer juego de exhibición en México.
- El 18 de mayo de 1938, el cubano Martín Dihigo se convierte en el primer pelotero en la historia de la liga en batear de 6-6 en un encuentro.
- En 1939 sobre la barda del jardín central se coloca una placa con los nombres de los primeros inmortales del béisbol mexicano, en lo que sería el primer antecedente del ahora Salón de la Fama del Béisbol Profesional de México.
- El 16 de mayo de 1946, Babe Ruth, ya retirado del béisbol y enfermo, se presenta en una exhibición de bateo.
- En 1951 se inaugura el Canal 2 de la Ciudad de México con la primera transmisión a control remoto de la televisión mexicana, en un partido entre los Azules de Veracruz y los Diablos Rojos del México.
- El 14 de agosto de 1953, Ramiro Cuevas de los Tecolotes de Nuevo Laredo lanza el primer juego perfecto en la historia de la liga, en contra de los Diablos Rojos del México con score de 1-0.
- En días posteriores al sismo que azotó a la Ciudad de México en septiembre de 1985 el campo central fue ocupado como una enorme morgue[4] para depositar miles de cadáveres después del terremoto del 85 que azotó a la ciudad para concentrarlos en un solo punto y permitir la posible identificación de los mismos, la mayor parte de los cadáveres no fueron identificados y fueron enviados a las enormes fosa común es en el panteón de San Lorenzo Tezonco en Iztapalapa.